# Nikos Dabizas
Nikolaos "Nikos" Dabizas (nacido el 3 de agosto de 1973 en Ptolemaida, Grecia), es un exfutbolista griego que se desempeñó como defensa central.

## Biografía

### Grecia
Dabizas aprendió a jugar a fútbol en la empresa de su padre. Con 16 años, Dabizas obtuvo su primer contrato profesional y con 18 fichó por el Pontii Veria, de la Tercera División griega. Con 21 años, dio el salto a uno de los grandes clubes de Grecia, el Olympiacos FC.
En el club de El Pireo, Dabizas jugó 4 años, ganando un campeonato liguero griego y participando en la UEFA Champions League, en 1998 llegó su salto definitivo, cuando recibió y aceptó una oferta del Newcastle United, de la Premier League inglesa.

### Inglaterra
Dabizas firmó un contrato de 4 años, que lo unía hasta 2002 y que renovó por dos años más. Con el Newcastle, Dabizas marcó un famoso gol contra el Sunderland AFC en el derbi local. Con el Newcastle llegó a dos finales de la FA Cup en 1998 y 1999.
En primavera de 2003, Dabizas fue apartado del primer equipo por lo que comenzó a buscar equipo, en junio de 2003, tras rechazar una oferta del Arsenal FC, fichó por el Leicester City. En el Leicester, Dabizas consiguió la titularidad pero su club descendió, aun así, Dabizas permaneció en el equipo y fue convocado por la Selección de fútbol de Grecia para la Eurocopa 2004.

### Regreso a Grecia
Dabizas quedó libre al finalizar su contrato con el Leicester en mayo de 2005, en agosto de ese año firmó un contrato de 3 años con el AE Larisa griego, con el club ganó una copa en 2007 ejerciendo de capitán. La temporada 2007-08, el Larisa jugó la Copa de la UEFA y dos años después consiguió una plaza para la ronda de clasificación para la UEFA Champions League. En verano de 2010, Dabizas firmó la extensión de su contrato por un año más con el Larissa.

## Selección nacional
Fue internacional con la Selección de fútbol de Grecia, jugó 70 partidos internacionales.

### Participaciones Internacionales
| Torneo        | Sede     | Resultado |
| ------------- | -------- | --------- |
| Eurocopa 2004 | Portugal | Campeón   |

## Trayectoria
| Club             | País       | Año         |
| ---------------- | ---------- | ----------- |
| Pontii Veria     | Grecia     | 1991 - 1994 |
| Olympiacos FC    | Grecia     | 1994 - 1998 |
| Newcastle United | Inglaterra | 1998 - 2003 |
| Leicester City   | Inglaterra | 2003 - 2005 |
| AE Larisa        | Grecia     | 2005 - 2011 |

## Palmarés
Olympiacos FC
- Super Liga de Grecia: 1996-97, 1997-98

AE Larissa
- Copa de Grecia: 2007
- Supercopa de Grecia: 2007

Selección de fútbol de Grecia
- Eurocopa 2004

## Curiosidades
Este jugador es conocido por ser el defensa al cual Dennis Bergkamp le rompió la cadera con su famoso gol contra el Newcastle United Football Club en la temporada 2001/02.